# Шелов-Коведяев, Фёдор Вадимович
Фёдор Вадимович Шелов-Коведяев (род. 15 июля 1956, Москва) — российский государственный, политический и общественный деятель, историк, политический аналитик, исследователь культуры, преподаватель. В 1991—1992 годы — первый заместитель министра иностранных дел России, народный депутат России (1990—1993). Кандидат исторических наук.

## Научная деятельность
Окончил Филологический факультет МГУ по специальности «классическая филология, преподаватель древнегреческого и латинского языков» (1978), аспирантуру Института истории СССР АН СССР. Кандидат исторических наук (1983; тема диссертации: «Образование Боспорского государства»).
С 1970 по 1994 годы и в 2018 году участвовал в нескольких десятках археологических экспедиций на территории бывшего СССР.
В 1982—1990 годах — младший научный сотрудник, научный сотрудник, старший научный сотрудник Института истории СССР АН СССР. Профессиональная специализация — греческая эпиграфика, изучение античных письменных источников, античная и раннесредневековая история и география. Перевёл ряд древнегреческих географических трактатов.
В 2000—2010 годах — профессор Высшей школы экономики (факультета политологии и факультета мировой экономики и мировой политики), Московской школы экономики, РУДН. Читал лекции по основам теории и истории культуры, концепциям современного естествознания, культурной антропологии, регионоведению, международным отношениям, гуманитарным проблемам международных отношений. В своей книге «Введение в культурную антропологию» делает акцент на общечеловеческих основах культуры, на факторах, исторически объединяющих Восток и Запад, показывает степень воздействия христианства на современную картину мира и роль традиции в выборе инновационных направлений.
Профессиональные интересы: история, культурная антропология, история религии и культуры, внешняя, национальная, религиозная и федеративная политика, политическая и социальная философия, философия политики и культуры, закономерности глобальных процессов, анализ переломных моментов русской истории, стратегии развития России начала третьего тысячелетия. Основные исследовательские проекты и гранты: «Место России в процессах глобализации», «Перспективы инфраструктур среднего класса и гражданского общества в России».

## Политическая деятельность
В 1990—1993 годах — народный депутат России (от Сокольнического территориального округа Москвы). В 1990—1991 годах и в 1993 году — председатель подкомитета в Комитете по межреспубликанским отношениям, региональной политике и сотрудничеству, член Конституционной комиссии. В 1993—1995 годы — заместитель председателя Комиссии законодательных предположений при Президенте.
В октябре 1991 года — ноябре 1992 года — первый заместитель министра иностранных дел России, курировал отношения с государствами СНГ, международные организации, переговоры с НАТО и ЕС. 
Представляя государственную делегацию РФ в первом же раунде переговоров о выводе российских войск из Латвии, Шелов-Коведяев заявил, что все самовольно захваченное латвийскими самоуправлениями имущество остаётся Латвии, сделав исключение для Дома отдыха Гостелерадио в Юрмале. Латвийская сторона обещала ему выполнить это пожелание, что впоследствии не было сделано. Это заявление заместителя министра не позволило делегации выполнить задачу сохранения ведомственных здравниц -- имущества российских предприятий и профсоюзов в Латвии.
Его деятельность вызывала резкую критику со стороны прокоммунистических и националистических сил; подал в отставку из-за несогласия с изменением внешнеполитического курса страны.
В 1993 и 1995 годах баллотировался в Государственную думу по Центральному избирательному округу Москвы. Был членом политсовета партии «Демократический выбор России».

## Общественная деятельность
Был сопредседателем Международного Российского клуба, созданного для продвижения русской культуры и развития связей с соотечественниками за рубежом.
В 1990-х и 2000-х годах входил в руководство ряда гуманитарных и исследовательских фондов. Член президиума КНОР и СДР с момента их основания.
В 2003—2005 годах — президент евразийского отделения Международной ассоциации религиозной свободы (МАРС). Выступал за развитие отношений МАРС с Русской православной церковью, подал в отставку из-за несогласия с политикой организации по поддержке протестантских и атеистических группировок.
С 2010 года — руководитель исследований Российского общественно-политического центра (РОПЦ), курирует ряд проектов международного сотрудничества на уровне институтов гражданского общества.

## Семья
Женат, пятеро детей и внуки.

## Награды
- Медаль Академии наук СССР для молодых учёных (1988)
- Медаль «Защитнику свободной России» (1994)
- Именной экземпляр Конституции Российской Федерации (2003)
- Звание «Выдающийся деятель культуры и искусства Российской Федерации» (2011)[уточнить]

## Основные работы
- Боспор в VI—IV вв. до н. э. М., 1985.
- Свод древнейших письменных известий о славянах. Т. 1. М., 1990 (разделы в коллективной монографии).
- Свод древнейших письменных известий о славянах. Т. 1. 2-е изд. М., 1991 (разделы в коллективной монографии).
- Вызов времени. Политика новой России. М., 1993.
- Strategie und Taktik der Aussenpolitik Russlands im neuen Aussland. Köln , 1993 (Sonderveröff./Bundesinst. für ostwiss. u. intern. Studien).
- Путь в Эдем. Очерк опыта защиты прав национальных меньшинств. М., 1995.
- Введение в культурную антропологию. М., 2005.
- Мысли о культуре. М., 2007
- Мировая политика (разделы в коллективной монографии). М., 2008
- Мировая политика в условиях кризиса (разделы в коллективной монографии). М., 2010
- Мир и мы: Стереть стереотипы. СПб., 2012